# 小鷹狩八
小鷹狩 八 （こだかり えいと、2008年11月30日 - ）は、日本の子役俳優、タレント。ワイケーエージェント所属。

## 概要
2008年11月生まれ。出身地は非公表。
「クイズ!あなたは小学5年生より賢いの?」の名物である「助っ人小学生」の5人の一人であり、同番組ではえいとくん として出演した。特技はバイオリン。

## 出演

### テレビドラマ
- 家庭教師のトラコ(2022年)-いじめっ子役
- 東京、恋だの、愛だの、(2021年)-悠希役/paravi
- エアガール(2021)-佐野大地役/テレ朝
- ユニコーンに乗って(2022年)-中学生役
- 24時間テレビ41ドラマスペシャル ヒーローを作った男 石ノ森章太郎物語（2018年8月25日、日本テレビ）- 子役
- 日経ドラマスペシャル 琥珀の夢（2018年10月5日、テレビ東京） - 町の子役
- 中学聖日記 (2018年10月9日 - 12月18日、TBSテレビ）- 子役
- 大河ドラマ いだてん〜東京オリムピック噺〜 第47回（2019年12月15日、NHK） - 金栗伸生 役
- 連続テレビ小説 なつぞら 第125回 - 第132回・最終回（2019年4月1日 - 9月28日、NHK)
- ドラマパラビ ミリオンジョー 第7話 (2019年11月20日、テレビ東京) - 小学生役
- 夜の連続テレビ小説 うっちゃん（2020年12月22日、NHK） - 内原てるお 役
- TOKYO VICE 第5話（2022年4月、HBO Max・WOWOW） - スギタの息子 役

### テレビ番組
- 全力！脱力タイムズ(2021年)-研究子供役
- クイズ!あなたは小学5年生より賢いの?（2019年8月8日、10月18日 - 2020年3月13日、日本テレビ）- 助っ人小学生 - レギュラー[2]
- ビッグプレイ「こども遊びを究極スケールアップ！」(読売テレビ) - レギュラー出演
- 消えた天才 (2018年10月21日 - 2019年8月25日、TBS) - 上原浩治編
- 出没!アド街ック天国「昭和の池袋」(2019年2月16日、テレビ東京)

### 映画
- 近江商人、走る!（2022年12月30日、ラビットハウス） - 銀次（幼少期） 役 [4]
- カツベン!（東映、2019年12月13日）子供役
- 最高の人生の見つけ方（ワーナー・ブラザース、2019年10月11日）子役[5][6]
- 銀平町シネマブルース（2023年2月10日、SPOTTED PRODUCTIONS） - 川本守 役[7]

### 舞台
- スクールオブロック(2021年)-ジャームス役/会場：東京建物Brillia HALL(豊島区立芸術文化劇場)

主催：ホリプロ／フジテレビジョン／TOKYO FM／キョードーファクトリー
企画制作：ホリプロ
- 妖剣[注 1]（北とぴあ さくらホール、2019年3月23日） - 少年役[8]